# Dyscinetus australis
Dyscinetus australis är en skalbaggsart som beskrevs av Joly och Hermes E. Escalona 2002. Dyscinetus australis ingår i släktet Dyscinetus och familjen Dynastidae. Inga underarter finns listade i Catalogue of Life.